# آبراهام ون هلسینگ
آبراهام ون هلسینگ (به انگلیسی: Abraham Van Helsing) یکی از شخصیت‌های خیالی رمان ترسناک دراکولا در سال ۱۸۹۷، اثر نویسنده ایرلندی برام استوکر است. ون هلسینگ یک پروفسور انسان‌شناسی هلندی در اواخر قرن نوزدهم است، که بیشتر به عنوان شکارچی خون‌آشام و هیولاها شناخته می‌شود و همچنین دشمن دیرینهٔ کنت دراکولا به‌شمار می‌رود. او پزشک و متخصصی با استعداد، دارای چهار مدرک دکترا درزمینهٔ طبابت، فلسفه، ادبیات و حقوق بود. ون هلسینگ همچنین دارای معلومات گسترده‌ای در زمینهٔ خرافات و افسانه‌ها، شامل طلسم و تکفیر در مواد خاصی همچون سیر، نقره، آب مقدس و همچنین گیاه گرگ کش و اثرات آن در دفع مخلوقات نامقدسی مانند خون‌آشام و ارواح شیطانی بود.

## دراکولا
ون هلسینگ توسط یکی از شاگردان سابقش به نام دکتر جان سوارد، برای کمک به بیماری مرموز دختری نوزده ساله با نام لوسی وستنرا فراخوانده شد. ذهن باز ون هلسینگ به او اجازه داد تا بیماری و رنج لوسی را به درستی تشخیص دهد و اولین فردی بود که متوجه شد لوسی قربانی یک خون‌آشام شده‌است و دکتر سوارد و دوستانش را در راه نجات جان لوسی راهنمایی کرد. او پیش از هر کس دیگری این موضوع را درک کرد که دراکولا تهدیدی بزرگ برای بشریت به حساب می‌آید و باید هرچه سریع‌تر نابود شود.